# Complejo industrial de la mina de carbón de Zollverein
El Complejo industrial de la mina de carbón de Zollverein en Essen es un antiguo lugar industrial en la ciudad alemana de Essen, en el estado federal de Renania del Norte-Westfalia. Ha sido inscrito por la Unesco en la lista de sitios Patrimonio de la Humanidad desde el 14 de diciembre de 2001 y es uno de los puntos más importantes de la Ruta europea de la Herencia Industrial.
La primera mina de carbón en el lugar fue fundada en 1847, su vida extractiva va desde 1851 hasta el 23 de diciembre de 1986. Durante décadas empezando a finales de los años cincuenta, las dos partes del sitio, la Mina de carbón Zollverein y la Fábrica de coque Zollverein (construida entre 1957 y 1961, cerrada el 30 de junio de 1993), estuvieron entre las más grandes de su clase en Europa.
El pozo 12, construido en estilo Bauhaus, fue abierto en 1932 y está considerado una obra maestra arquitectónica y técnica, la reputación ganada como: La mina de carbón más hermosa del mundo.

## Historia

### 1847-1890
La mina de carbón Zollverein fue fundada por el industrial nativo de Duisburgo Franz Haniel (1779-1868), que necesitaba coque para la producción de acero. Perforaciones de prueba en la región de Katernberg (actualmente un suburbio de Essen) había descubierto una capa muy rica de carbón, que entonces fue llamada por la unión aduanera alemana (Zollverein) fundada en 1834. En 1847, Haniel fundó el bergrechtliche Gewerkschaft Zollverein (una clase especial de corporación prusiana para la explotación de los recursos naturales) y distribuyó las participaciones en la nueva compañía entre los miembros de su familia y el propietario de lo que sería territorio Zollverein.
La perforación en el pozo 1 comenzó el 18 de febrero de 1847, encontrándose con la primera capa de carbón mineral a 130 metros bajo la superficie. El pozo 2 (excavado simultáneamente con el pozo 1) fue reabierto en 1852. Ambos pozos presentaban visualmente idénticas torres de piedra y compartían una sala de máquinas. Este concepto se adaptaría más tarde por posteriores minas de carbón con pozos gemelos.
A partir de 1857, las pilas de carbón se usaban para producir coque. En 1866, las pilas fueron reemplazadas por un moderno sistema de producción de coque y hornos.
En 1880, la perforación de otro pozo, el 3 comenzó en la vecina Schonnebeck. Recibió un marco de acero como torre y fue inaugurado en 1883. Para 1890, los tres pozos tenían una producción anual de un millón de toneladas, situando a la Zollverein en la cumbre de todas las minas alemanas.

### 1890-1918
Puesto que las industrial del carbón, el hierro y el acero florecieron por toda la cuenca del Ruhr a finales del siglo XIX y principios del XX, la mina fue ampliada considerablemente. Entre 1891 y 1896, los pozos gemelos 4/5 fueron construidos en el límite con Heßler (hoy un suburbio de Gelsenkirchen). Fueron especiales para la extracción de carbón, transporte de los kumpels (mineros) y ventilación, así como una nueva coquería. Otro pozo, el 6, se abrió en 1897. Para entonces, Zollverein había estado padeciendo durante años accidentes mineros debido a incendios producidos por el Grisú causados por problemas de ventilación. Para resolver estos problemas, se abrieron pozos exclusivamente para ventilación cerca de los que ya existían: en 1898 el pozo 7 se abrió cerca del 3, el 8 cerca de los pozos gemelos 1/2 (1900), y el 9 cerca del 6 (1905). 
Lo que siguió fueron años de continua renovación y ulterior expansión. Después de la construcción de los pozos 7, 8 y 9, los antiguos pozos 1 y 2, incluyendo la coquería, fueron renovados, incluso una de las torres gemelas fue demolida y reemplazada por una obra de acero moderna. En 1914, se abrieron el pozo 10 y una nueva coquería, como el pozo 9, que hasta entonces solo había sido pozo de ventilación. Al comienzo de la Primera Guerra Mundial, la producción de la Zollverein había alcanzado aproximadamente los 2,5 millones de toneladas.

### 1918 - 1932
En 1920, la familia Haniel, que habían sido hasta entonces propietaria de la Zollverein, comenzó a colaborar con Phönix AG, una compañía minera que posteriormente se hizo cargo de la dirección del lugar. Bajo la dirección de Phönix, se modernizaron nuevamente varios pozos y se abrió otro, el 11, hasta 1927. Cuando Phönix se fusionó para crear Vereinigte Stahlwerke en 1926, Zollverein pasó a control de Gelsenkirchener Berkwerks-AG (GBAG) quienes empezaron a cerrar las envejecidas plantas de producción de coque.

### Pozo 12

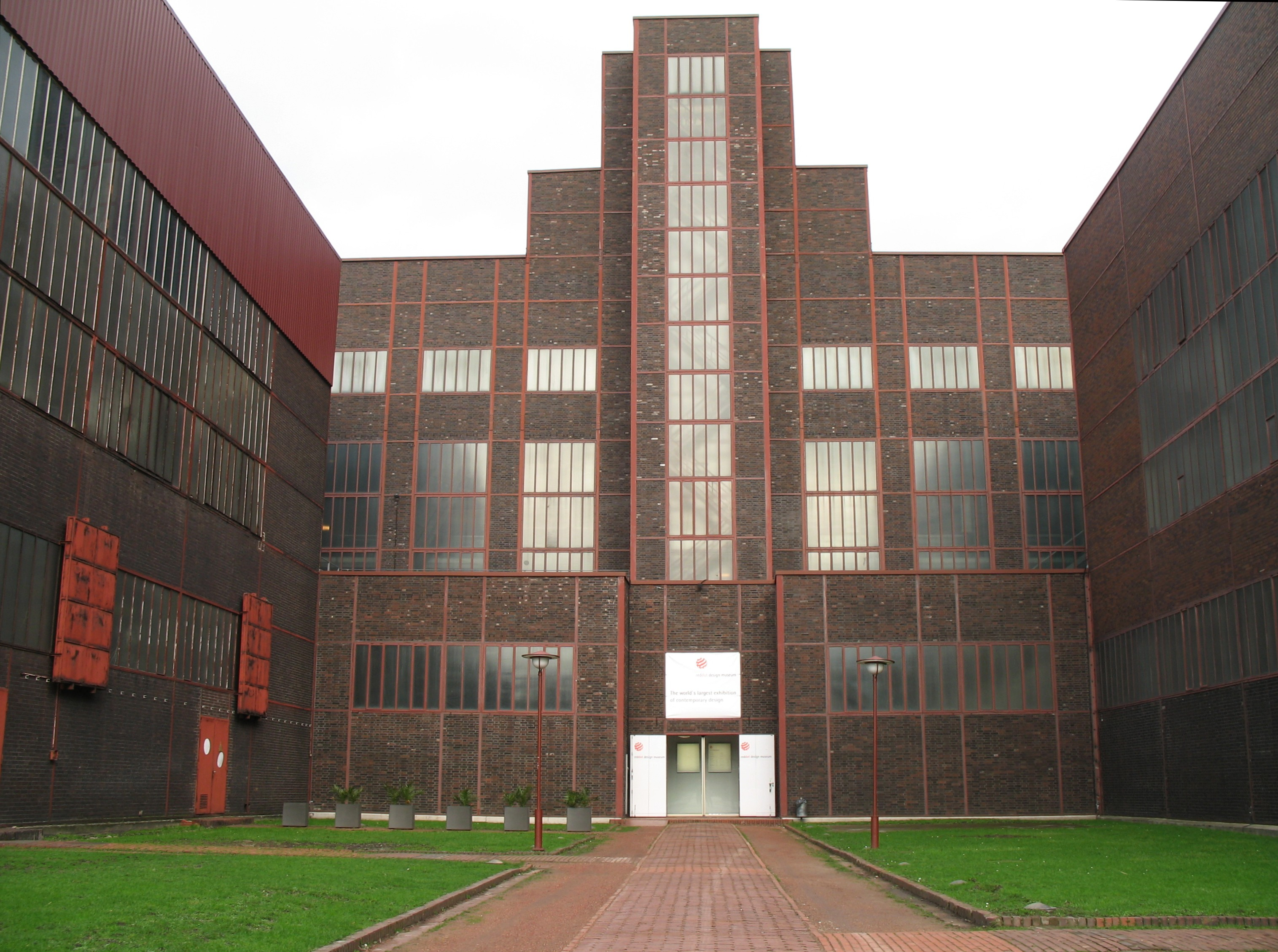
Anterior casa de calderas del pozo 12 en el típico estilo Bauhaus con celosía de acero roja. Hoy es la sede del Red Dot Design Award.

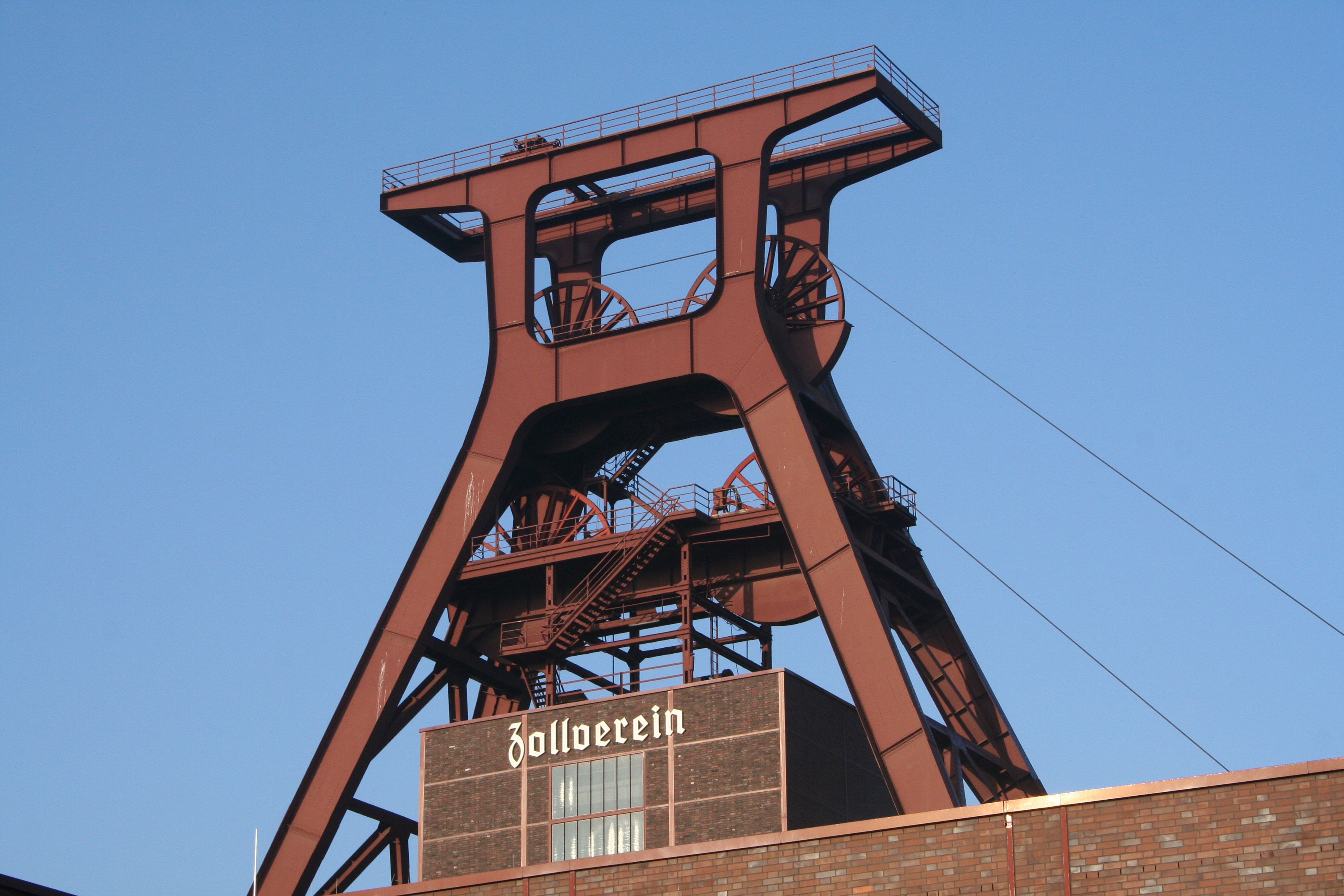
El castillete del pozo 12 con la inscripción Zollverein se ha convertido un símbolo bien conocido de Essen y de toda la cuenca del Ruhr.

En 1928, el GBAG votó por la construcción de un pozo, el 12, totalmente nuevo, diseñado como una edificación central minera. Cuando abrió en 1932, tenía una producción diaria de hasta 12.000 toneladas, combinando la producción de las otras edificaciones existentes con 11 pozos.
Schacht Albert Vögler, como fue llamado el moderno pozo recibió su nombre del director general de la GBAG, estuvo diseñado por los arquitectos Fritz Schupp y Martin Kremmer y rápidamente llamó la atención por su diseño funcional y simple, estilo Bauhaus, con sus edificios en su mayoría cúbicos hechos de hormigón armado y celosías de acero. El característico castillete del pozo en los años siguientes no solo se convirtió en el arquetipo de posteriores edificaciones mineras sino que además se convirtió en el símbolo de la industria pesada alemana. Aunque este símbolo pudo haberse olvidado poco a poco conforme la industria pesada alemana comenzó a disminuir en la segunda mitad del siglo XX, fue este pozo y especialmente su característico castillete lo que se convirtieron en símbolo del cambio estructural en la cuenca del Ruhr.

### 1932 - 1968

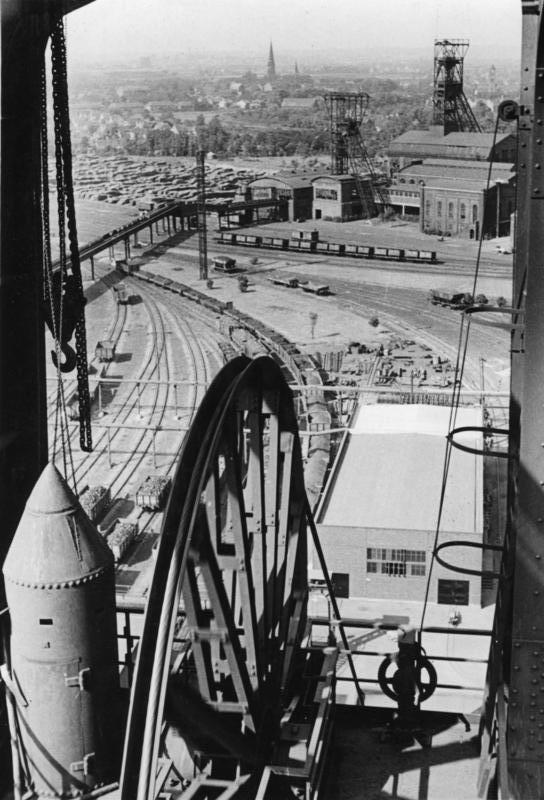
Zollverein, 1949.

En 1937, Zollverein empleaba a 6.900 personas y tenía una producción de 3,6 millones de toneladas, la mayoría de las cuales eran del pozo 12. Los otros pozos no se cerraron completamente e incluso recibieron nuevos castilletes, aunque por supuesto por comparación inferiores al del 12, como ocurrió con el pozo 6. En los terrenos de la antigua planta de coque de los pozos 1-2-8, una pequeña edificación de 54 hornos nuevos se inauguró con una producción anual de 200.000 toneladas de coque.
Zollverein sobrevivió a la Segunda Guerra Mundial con solo daños menores y para el año 1953 de nuevo estaba en lo alto de todas las minas de Alemania con una producción de 2,4 millones de toneladas. En 1958, el pozo 1 fue reemplazado por un edificio totalmente nuevo; la completa reconstrucción de las instalaciones de los pozos 2-8-11 desde 1960 hasta 1964 fue de nuevo planeada por Fritz Schupp. Estas renovaciones, sin embargo, solo durarían hasta 1967, cuando se cerraron once pozos, dejando únicamente abierto el 12.
El pozo 12 entonces se convirtió en la principal fuente de la nueva planta de coque desde 1961 con sus 192 hornos, que de nuevo era diseño de. Después de una expansión a principios de los setenta, Zollverein estaba entre las plantas de coque más productivas del mundo con alrededor de 1000 trabajadores y una producción de hasta 8.600 toneladas de coque al día en el así llamado lado oscuro. El lado blanco de la planta elaboraba productos como amoníaco, benceno y asfalto.
En 1968, Zollverein pasó a manos de Ruhrkohle AG (RAG), la mayor compañía minera de Alemania.

### 1968 - 1993

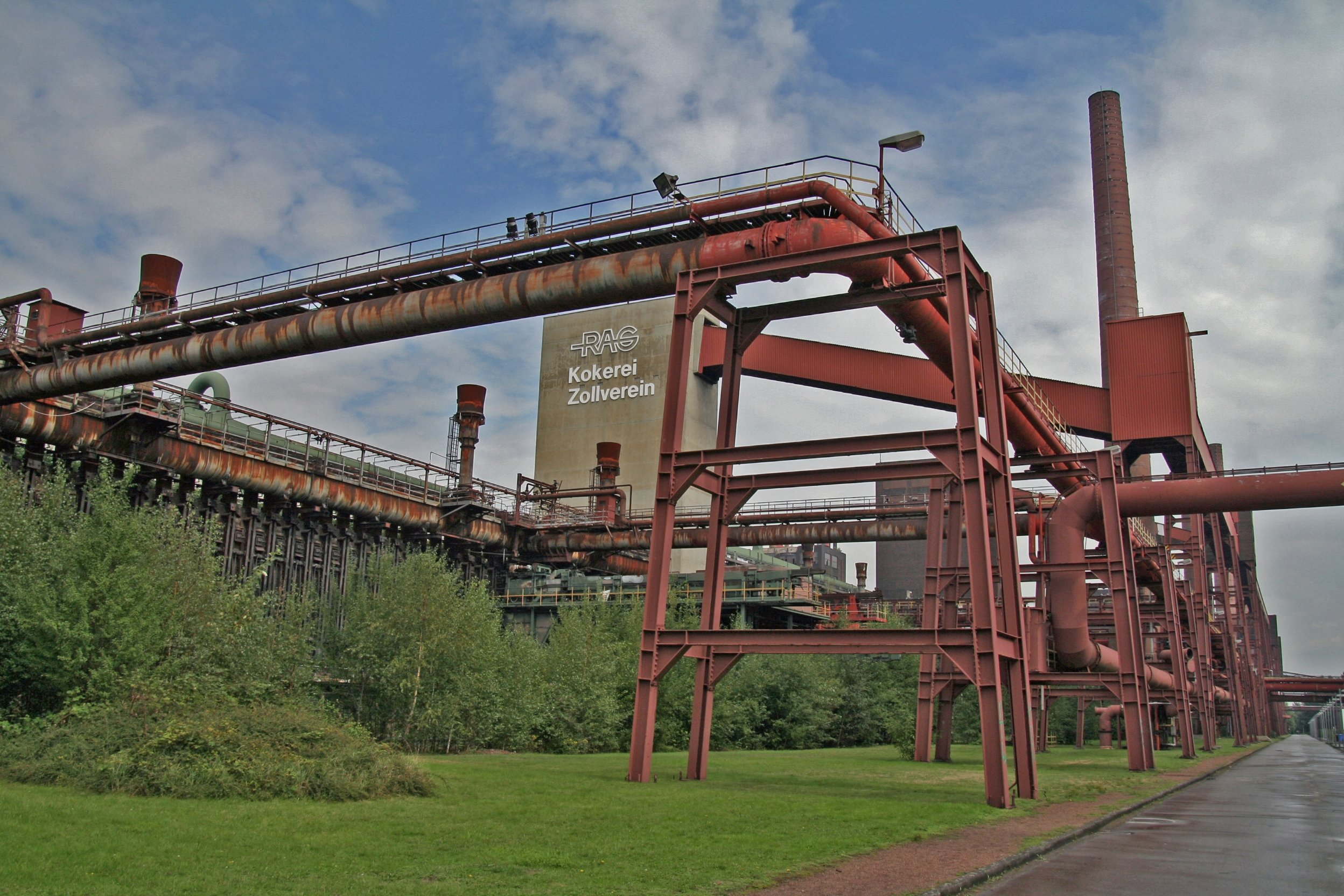
Planta de coque de Zollverein.

RAG comenzó una mayor mecanización y consolidación de las actividades mineras. En 1974, Zollverein pasó a formar parte de un Verbundberkwerk (minas unidas) con las cercanas minas de carbón Bonifacius y Holland en Kray y Gelsenkirchen, respectivamente. En 1982, la mina Nordstern de Gelsenkirchen también se unió el Verbund.
La capa de carbón Flöz Sonnenschein en la parte septentrional del territorio Zollverein fue la última capa en la que se desarrollaron actividades mineras en el territorio de Zollverein, a partir de 1980. La producción de Verbundbergwerk Nordstern-Zollverein era de aproximadamente 3,2 millones de toneladas, que sin embargo no era suficientemente beneficiosa de manera que se decidió el completo cierre de este lugar en el año 1983.
Cuando cerró, Zollverein era la última mina en actividad en Essen. Mientras que la planta de coque siguió abierta hasta el 30 de junio de 1993, las actividades mineras en el pozo 12 se detuvieron el 23 de diciembre de 1986. Aunque es el pozo central del lugar del Patrimonio Cultural, el pozo 12 no puede visitarse pues sigue usándose como drenaje de agua para la cuenca del Ruhr central junto con el pozo 2.

### Monumento

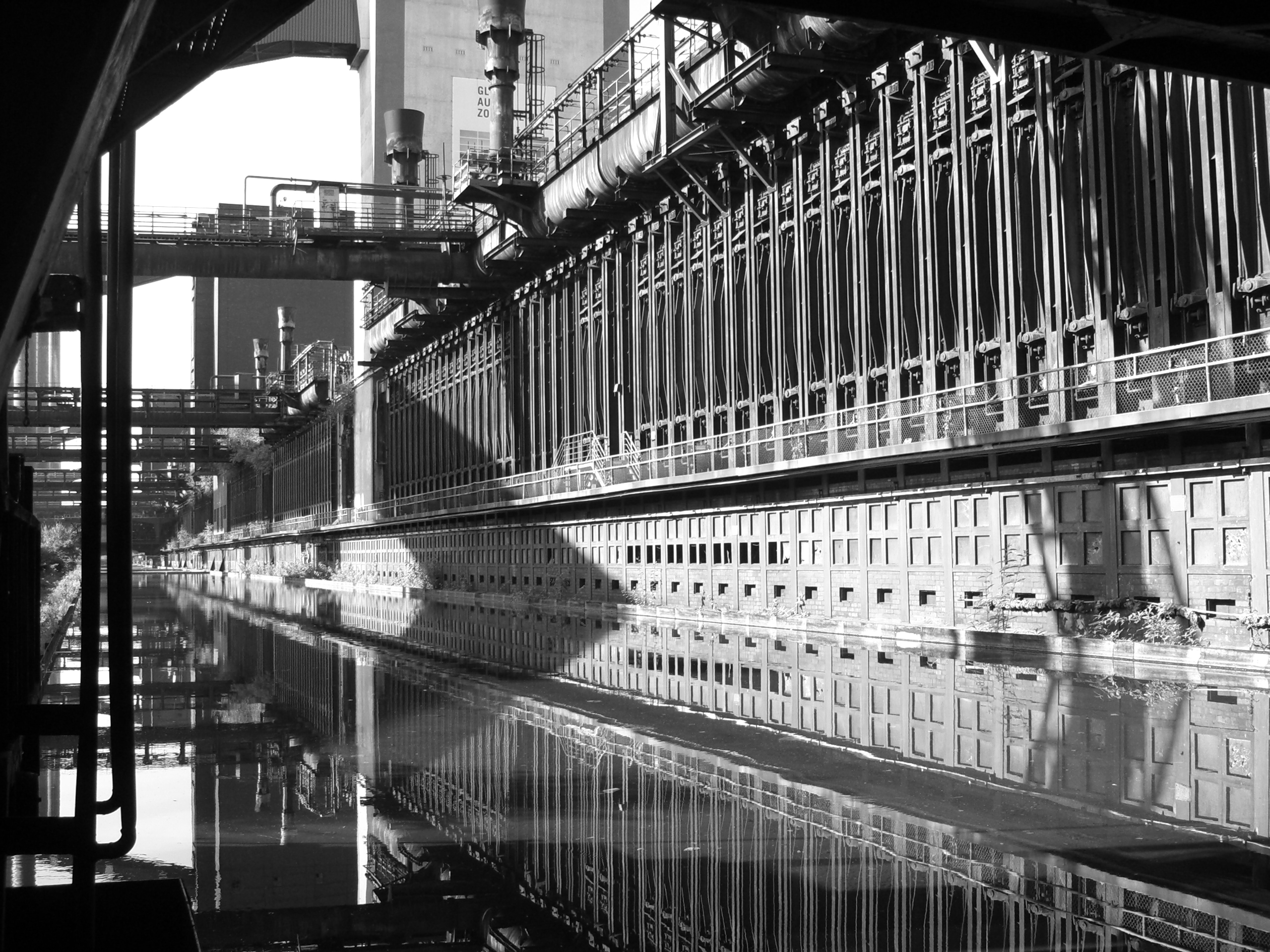
Fotografía de la planta de coque que era lugar prohibido hasta mediados de 1993. El canal artificial está abierto para patinaje sobre hielo en el invierno.

Como en la mayor partes de los lugares de industrias pesadas que han sido cerrados, Zollverein tenía previsto un período de decadencia. Sorprendentemente, el estado de Renania del Norte-Westfalia (NRW) compró el territorio de la mina de carbón a la RAG inmediatamente después de que cerrara a finales de 1986, y declaró que el Pozo 12 era un monumento. Esto conlleva la obligación de conservar el lugar en su estado original y minimizar los efectos de la meteorología. En 1989, la ciudad de Essen y NRW fundaron la Bauhütte Zollverein Schacht XII que debía encargarse del cuidado del lugar y que fue reemplazada por la Stiftung Zollverein (Fundación Zollverein) en 1998.
Después de cerrar en 1993, estaba planeado vender la planta de coque a China. Las negociaciones fracasaron y posteriormente se amenazó con demolerlas. Sin embargo, otro proyecto del estado de NRW estableció la mina de carbón en una lista de futuros lugares de exposición como resultado de lo que primero fueron remodelaciones suaves y la coquería también se convirtió en monumento oficial en el año 2000.
En su XXV sesión en diciembre de 2001, la Unesco declaró que ambos lugares de los pozos 12 y 1-2 y la coquería eran un lugar Patrimonio de la Humanidad.